# Vincenzo Saporito
Vincenzo Saporito (Castelvetrano, 26 agosto 1849 – Roma, 8 novembre 1930) è stato un politico italiano, deputato e sottosegretario del Regno d'Italia.

## Biografia
Proveniente da una agiata famiglia di Castelvetrano, i Caime Saporito, il barone Vincenzo studiò al seminario di Mazara del Vallo e poi dai gesuiti a Palermo e lì si laureò in legge.
Fu eletto deputato alla Camera del Regno nel 1882 per il collegio di Alcamo-Castelvetrano e lo restò per nove legislature fino al 1913, sempre come autorevole membro della commissione Bilancio e conti.
Prima con Crispi, poi giolittiano, fu sottosegretario del Tesoro nel governo Pelloux II dal 14 maggio 1899 al 24 giugno 1900.
Al suo interessamento si deve la costruzione della linea ferroviaria Palermo-Trapani, via Castelvetrano, e della stazione di San Nicola, in territorio di Mazara del Vallo, dove la famiglia aveva ricche proprietà terriere. Il fratello maggiore Giuseppe, fu ucciso nel gennaio 1901 mentre era sindaco di Castelvetrano. Amedeo Nasalli Rocca, che fu Prefetto di Trapani, scrisse nel suo “Memoria di un Prefetto”: “Un singolare caso di dittatura in grande stile era offerto in quegli anni in una popolosa città che non nomino, da una primaria famiglia di sette fratelli. Uno di loro era consigliere provinciale, uno sindaco, uno presidente della Congregazione di Carità, uno presidente della banca locale, uno membro della Giunta Provinciale Amministrativa, uno della Commissione Provinciale di Beneficenza, e finalmente, il settimo, deputato al Parlamento".
Avversario di un altro esponente politico del trapanese, il ministro dell'istruzione Nunzio Nasi, nel 1904 a lui fu affidata la commissione d'inchiesta della Camera sulle malversazioni del ministro.
Nel 1906 Saporito pubblicò il volume Il riscatto delle ferrovie meridionali e le liquidazioni ferroviarie.
In un discorso alla Camera il 25 maggio 1909 Giuseppe de Felice Giuffrida, vecchio esponente dei fasci siciliani, aveva elencato al nuovo Parlamento alcuni episodi clientelari (concessioni governative, onorificenze, trasferimenti, ecc.) fatte ai seguaci dei candidati giolittiani tra cui Saporito, nonché intimidazioni e atti violenti —perfino un tentato omicidio— nei confronti dei seguaci dei partiti avversi.
Nel 1910 Gaetano Salvemini nel suo Il ministro della mala vita denunciò che nelle elezioni del 6 novembre 1904 "nel collegio di Castelvetrano si erano verificati numerosi brogli e il 4 novembre 1905 alcuni sostenitori di Saporito erano stati condannati a una pena detentiva dal Tribunale di Trapani; la sentenza fu confermata dalla Corte d'appello di Messina; ci fu tuttavia un ricorso in Cassazione durante il quale intervenne «una provvida amnistia», per cui «il baron Saporito con un coraggio di leone, ha proclamato alla Camera che la condanna non esiste!».
Nel 1913 non fu rieletto e gli subentrò Nicolò Tortorici.
Nel 1926 pubblicò le sue memorie: Trenta anni di vita parlamentare; delusioni e speranze per la patria.